# 大森英樹 (電気工学者)
大森 英樹（おおもり ひでき、1954年 - ）は、日本の電気工学者。兵庫県出身。神戸大学大学院海事科学研究科客員教授。元大阪工業大学工学部電気電子システム工学科教授。工学博士（神戸大学）。電気学会フェロー、家電・民生技術委員会副委員長。元遠赤外線協会会長。スマートエナジー研究所技術顧問。
専門は、ワイヤレス電気自動車（EV）充電・V2H(Vehicle to Home)、次世代スマートハウス、家電パワーエレクトロニクス、高周波インバータ・パワー半導体応用など

。

## 経歴
1977年神戸大学工学部電気工学科卒業。1979年神戸大学大学院工学研究科電子工学専攻修了。1979年松下電器産業（現パナソニック）入社後、高周波インバータとパワー半導体応用を中心とした家電パワーエレクトロニクス技術の研究に従事。1988年神戸大学より工学博士の学位を取得。2008年パナソニック技術本部基幹技術開発センター所長、上海交通大学客員教授を経て、2011年大阪工業大学工学部電気電子システム工学科教授。2022年大阪工業大学退職。
大阪工業大学工学部電気電子システム工学科にて、特にEV(電気自動車)用充電システムの研究・育成に貢献した。退官後は、神戸大学大学院海事科学研究科客員教授を務める。
主な所属学会は、IEEE、電子情報通信学会、パワーエレクトロニクス学会。

## 主な受賞
- オーム技術賞(1994)
- 研究功績者表彰文部科学大臣賞(2002)
- 電気学会産業応用特別賞(2013)
- 電気学会フェロー(2017)[12]
- 電気学会業績賞(2020)[13]
- 日経エレクトロニクスNEパワー・エレクトロニクス・アワード2021審査員特別賞[14]

## 主な研究
- 次世代半導体と新方式インバータによるシンプルで高効率な非接触EV充電装置の開発[15]
- V2Hを想定した家庭用シングルエンデッドコンバータ式非接触電気自動車(EV)充電システムの特性評価と双方向化検討[16]
- シームレス双方向伝送で疑似並列接続できるシングルエンデッド式ワイヤレス給電装置[17]
- スマートハウスと連系するワイヤレスV2Hシステム用新形非接触双方向給電装置の開発[18]
- 85kHz帯3kWの無線給電を1個の新型SiC MOSFETで駆動 - NEパワー・エレクトロニクス・アワード2021審査員特別賞[19]

指導する大阪工業大学パワーエレクトロニクス研究室の学生メンバーが、IEEE（米国電気電子学会）主催の国際学生コンテスト「IFEC(International Future Energy Challenge)2015」で日本の大学で初めて世界第3位入賞（テーマ：電気自動車EVの高効率ワイヤレス充電装置）。
また、奈良県川上村への連携活動として、2011年より「ソーラーコンバートEV開発」プロジェクトに協力している。